# Shchyrets
Shchyrets (ucraniano: Щире́ць; polaco: Szczerzec) es un asentamiento de tipo urbano de Ucrania perteneciente al raión de Leópolis de la óblast de Leópolis.
En 2017, el asentamiento tenía una población de 5764 habitantes. Desde 2017 es sede de un municipio que tiene una población total de más de once mil habitantes y que incluye 16 pueblos como pedanías: Horbachí, Humenets, Dmytré, Dubyanka, Laný, Liopy, Nykonkóvychi, Odynoké, Piský, Popeliany, Sérdytsia, Sokolivka, Soroky, Cherkasy, Shufraganka y Yástrubkiv.
Se ubica unos 20 km al suroeste de la capital regional Leópolis, sobre la carretera T1416 que lleva a Medénychi.

## Historia
Se conoce la existencia del pueblo en documentos desde la primera mitad del siglo XII, pero el asentamiento original fue destruido en 1241 durante la invasión mongola de la Rus de Kiev. Tras pasar al área a control polaco, en 1391 fue construida aquí una parroquia católica por iniciativa del voivoda de Sandomierz y en 1397 Vladislao II de Polonia otorgó a la localidad el Derecho de Magdeburgo. A lo largo de los siglos XVI y XVII, la ciudad entró en decadencia debido a los incendios provocados por los tártaros y a las guerras de la época. En la partición de 1772 se incorporó al Imperio Habsburgo, que en 1873 abrió aquí una estación del ferrocarril de Leópolis a Stryi.
En 1918 pasó a formar parte de la Segunda República Polaca, que reconoció su estatus de ciudad en 1934. Hasta la primera mitad del siglo XX era un shtetl en el que dos terceras partes de los habitantes eran judíos, pero en 1941 los invasores alemanes se llevaron a casi todos los judíos de la localidad al campo de exterminio de Bełżec. La RSS de Ucrania repobló el asentamiento en los años siguientes con ucranianos étnicos, estableciéndose aquí la sede del raión de Shchyrets hasta 1960. Entre 1960 y 2020 formó parte del raión de Pustomyty.